# 贝拉·特热比诺娃
贝拉·特热比诺娃（捷克語：Běla Třebínová，1976年4月18日—），捷克女子游泳运动员。她曾代表捷克参加2004年、2008年和2016年夏季残疾人奥林匹克运动会游泳比赛，获得三枚金牌、一枚银牌和一枚铜牌。